# Gais 1973
Fotbollsklubben Gais spelade säsongen 1973 i allsvenskan, och slutade tia i serien.
Gais deltog inte i svenska cupen 1972/1973 eller 1973/1974, då bara åtta respektive fyra lag tilläts delta dessa år.

## Inför säsongen

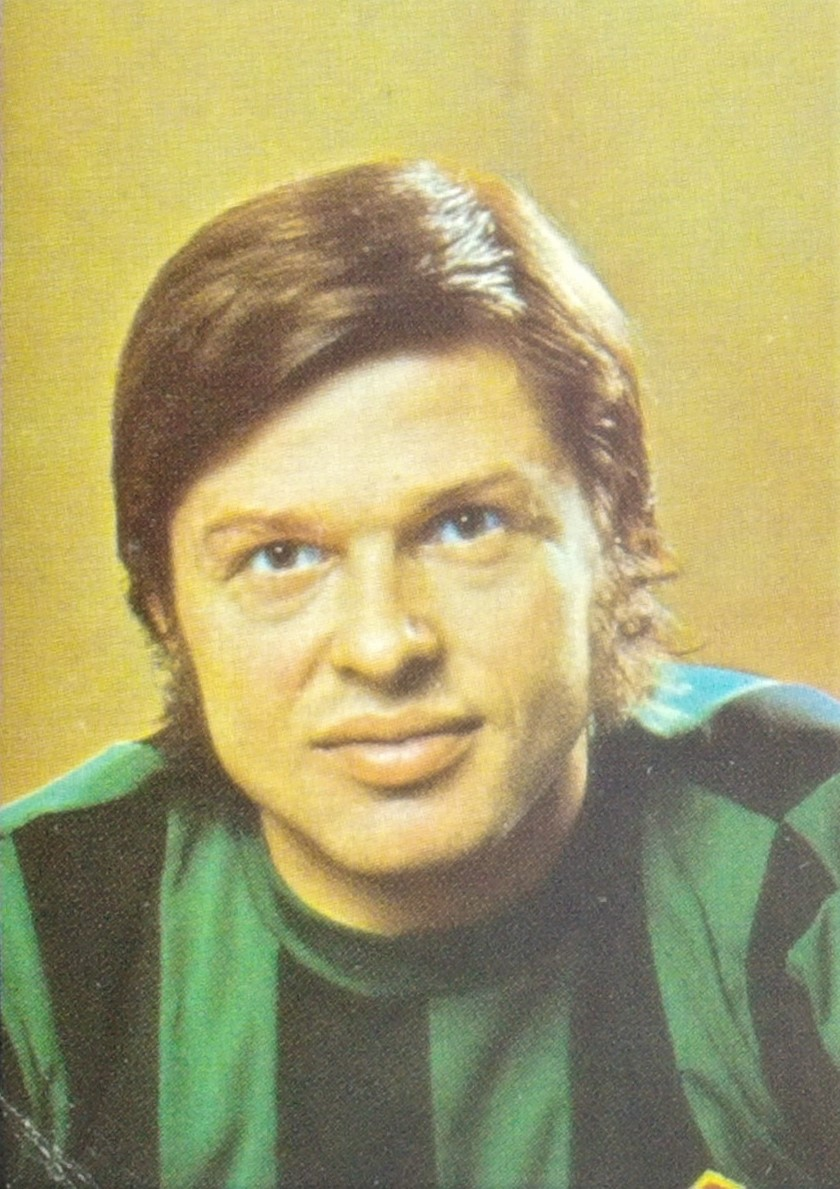
Jan Olsson spelade samtliga Gais matcher i allsvenskan och var tongivande i försvaret.

Efter ett svagt 1972, då Gais kom näst sist och räddade sig kvar i allsvenskan i sista omgången, trots att serien utökades med två lag till 1973 och därmed bara ett lag åkte ur, skulle säsongen 1973 bli ett litet fall framåt. Den ungerske tränaren Vilmos Varszegi, som hade fyra SM-guld med IFK Norrköping och Östers IF, knöts upp på ett treårskontrakt hösten 1972. Man fick behålla ett tämligen intakt lag från 1972; endast Yngve Samuelsson slutade, medan Björn "Fårbo" Gustavsson följde med tränaren Varszegi från Öster till Gais. Benny Apell återvände till Gais från IF Saab.
Under Varszegi satsade man stenhårt på fotbollen, med hård fysträning och många löpmil, och de gaisare som tidigare hade kunnat dubblera med att spela handboll om vintrarna blev ombedda att sluta med detta eller lämna klubben. Resultatet blev ett starkt kollektiv där Gais tidigare bestått av individuellt skickliga spelare.

## Allsvenskan
Redan i premiärmatchen mot Djurgårdens IF visade sig det nya Gais. Försvararen Jan Olsson, som varit skadad stora delar av fjolåret, visade vägen när Gais vann närkamperna mot de fysiskt starka stockholmarna, och "lyxlirare" som Thomas Bloom och Conny Aldorsson visade löpvilja när Gais vann med 2–0. Man slog vidare Landskrona BoIS borta med 1–0 och gav därefter ett verkligt styrkebesked då man besegrade IFK Norrköping med 4–2 inför 10 961 åskådare på Ullevi, trots att Ove Kindvall gav östgötarna ledningen med 0–1 och sedan gjorde ännu ett mål i andra halvlek.

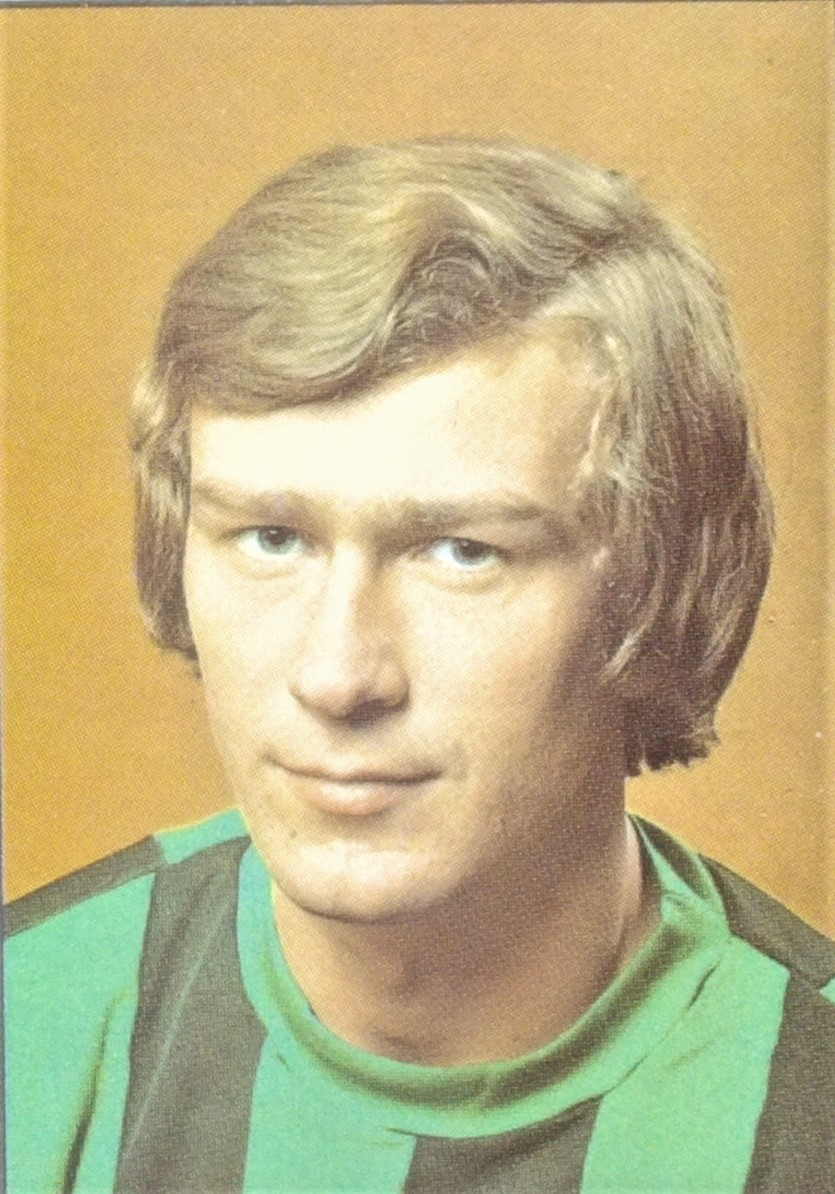
Conny Aldorsson.

Gais firade således första maj i serieledning, och befäste platsen i toppen efter 2–1 borta mot Örebro SK, innan den första förlusten kom mot Åtvidabergs FF borta – 0–2 efter två nickmål av Ralf Edström. Därefter följde ett hett derby mot Örgryte IS inför hela 39 729 åskådare – den dittills bästa siffran någonsin för ett Gaisderby. Matchen slutade 1–1. Efter 2–0 borta mot IF Elfsborg låg Gais tvåa efter Åtvidaberg, som började säsongen med nio raka segrar.
Efter en svacka under sommaren kom plötsligt medieuppgifter om att Gais och lokalrivalen Öis planerade ett samgående. Detta dementerades dock av Gais genom styrelseledamoten Tore Klintberg, som i medlemsorganet Makrillen skrev:
| ”                | GAIS är en klubb med sin egen stil och skall så förbli allt framöver. Det är en ren oförskämdhet mot våra supporters och gynnare att skriva om fusioner med andra lag. | „ |
| – Tore Klintberg | |   |

Det beskedet följdes av två bra insatser av laget, genom 1–1 hemma mot serietvåan Öster och 1–0 borta mot trean Malmö FF. Efter några sämre matcher spelade därefter Gais återigen 1–1 i derbyt mot Öis, och mötte sedan ett Åtvidaberg som efter 19 omgångar fortfarande var obesegrat. Inför 17 219 åskådare på Ullevi vann Gais med 2–1 mot seriesuveränen, som ställde upp med hela tio landslagsmän i startelvan.
Efter segern mot Åtvidaberg gick dock farten ur Gais, som gjorde en mager höst och dalade i tabellen. Både "Fårbo" och Nils Norlander blev skadade, och Gais släppte in fler mål under de sista sex matcherna än under de 20 första. När säsongen summerades hamnade Gais på en tiondeplats, men man var bara fem poäng från Malmö FF på fjärde plats och hade hela tio poäng till godo på Örgryte, som åkte ur.
Kenneth Wessberg blev intern skyttekung och slutade på tredje plats i allsvenskans skytteliga, och med ett publiksnitt på över 10 000 vann Gais publikligan.

### Tabell
| Nr | Lag                 | S  | V  | O  | F  | GM | IM | MS  | P  |
| -- | ------------------- | -- | -- | -- | -- | -- | -- | --- | -- |
| 1  | Åtvidabergs FF (RM) | 26 | 16 | 5  | 5  | 53 | 32 | +21 | 37 |
| 2  | Östers IF           | 26 | 11 | 9  | 6  | 46 | 27 | +19 | 31 |
| 3  | Djurgårdens IF      | 26 | 13 | 5  | 8  | 53 | 38 | +15 | 31 |
| 4  | Malmö FF            | 26 | 12 | 6  | 8  | 46 | 32 | +14 | 30 |
| 5  | AIK                 | 26 | 13 | 4  | 9  | 42 | 29 | +13 | 30 |
| 6  | IFK Norrköping      | 26 | 9  | 11 | 6  | 48 | 34 | +14 | 29 |
| 7  | Landskrona BoIS     | 26 | 11 | 6  | 9  | 35 | 34 | +1  | 28 |
| 8  | Hammarby IF         | 26 | 9  | 8  | 9  | 33 | 37 | −4  | 26 |
| 9  | IF Elfsborg (U)     | 26 | 7  | 11 | 8  | 36 | 37 | −1  | 25 |
| 10 | Gais                | 26 | 9  | 7  | 10 | 33 | 42 | −9  | 25 |
| 11 | Örebro SK           | 26 | 8  | 8  | 10 | 42 | 42 | 0   | 24 |
| 12 | IK Sirius (U)       | 26 | 7  | 5  | 14 | 20 | 48 | −28 | 19 |
| 13 | Örgryte IS          | 26 | 3  | 9  | 14 | 31 | 59 | −28 | 15 |
| 14 | IF Saab (U)         | 26 | 4  | 6  | 16 | 26 | 53 | −27 | 14 |

### Seriematcher
| Lag             | Hemma | Borta |
| --------------- | ----- | ----- |
| Åtvidabergs FF  | 2–1   | 0–2   |
| Östers IF       | 1–1   | 1–0   |
| Djurgårdens IF  | 2–0   | 2–5   |
| Malmö FF        | 2–3   | 1–0   |
| AIK             | 1–3   | 0–2   |
| IFK Norrköping  | 4–2   | 0–5   |
| Landskrona BoIS | 2–2   | 1–0   |
| Hammarby IF     | 2–2   | 0–1   |
| IF Elfsborg     | 3–3   | 2–0   |
| Örebro SK       | 2–5   | 2–1   |
| IK Sirius       | 0–1   | 0–0   |
| Örgryte IS      | 1–1   | 1–1   |
| IF Saab         | 1–0   | 0–1   |

## Spelarstatistik

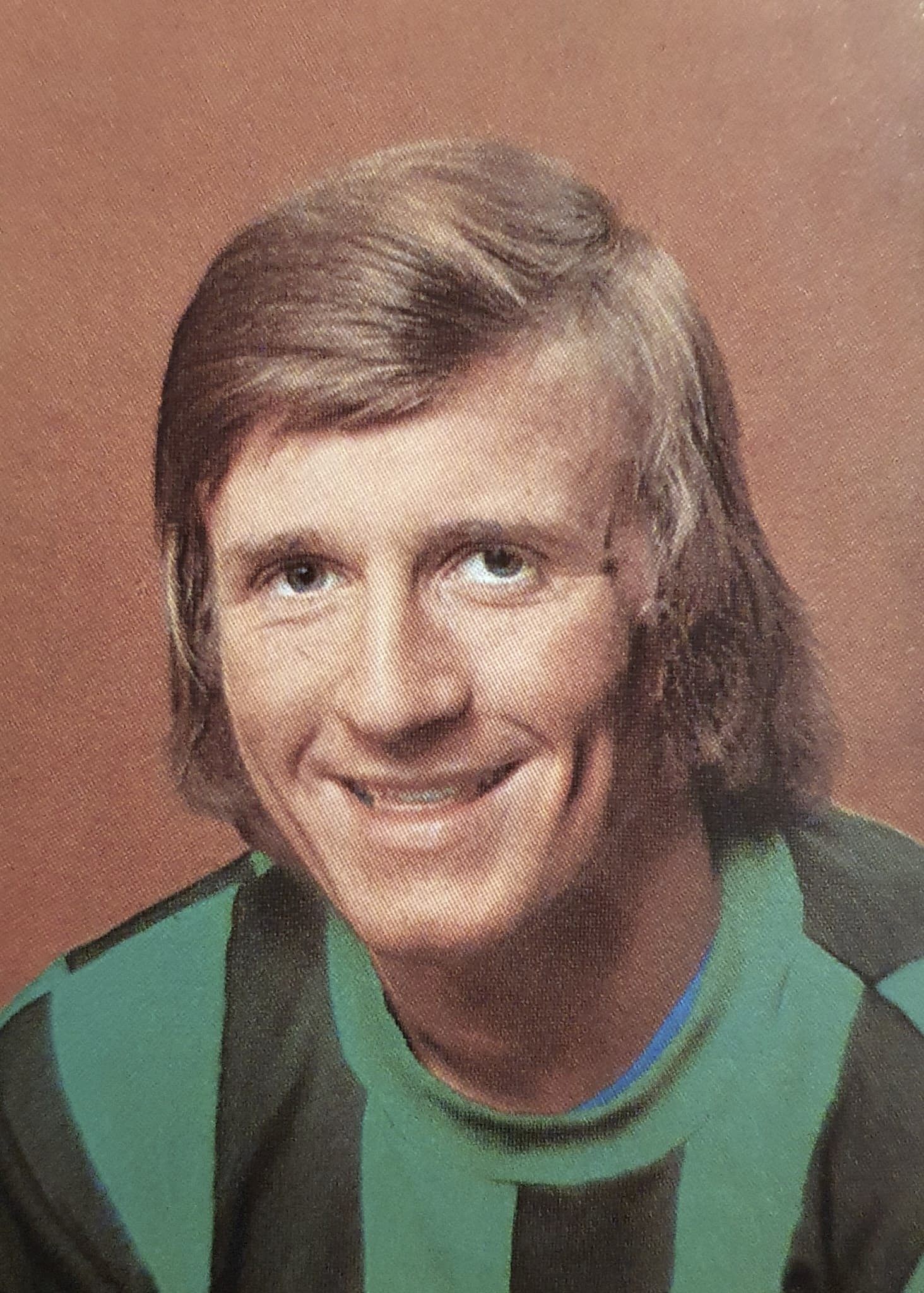
Kenneth Wessberg blev klubbens interna skyttekung 1973.

| Spelare            | Matcher | Mål |
| ------------------ | ------- | --- |
| Sten Pålsson       | 26      | 5   |
| Eine Fredriksson   | 26      | 2   |
| Jan Olsson         | 26      |     |
| Kjell Uppling (mv) | 26      |     |
| Thomas Bloom       | 24      |     |
| Benny Apell        | 23      |     |
| Kenneth Wessberg   | 22      | 14  |
| Erik de Broen      | 22      |     |
| Nils Norlander     | 22      |     |
| Björn Gustavsson   | 20      |     |
| Conny Aldorsson    | 19      | 4   |
| Hans Johansson     | 19      | 4   |
| Sune Persson       | 13      |     |
| Ralf Söderblom     | 8       | 2   |
| Roy Johansson      | 4       |     |
| Tommy Andersson    | 2       | 1   |
| Jan-Åke Sundqvist  | 2       |     |